# Vysoko jako oni
Vysoko jako oni (1947) je dobrodružná povídka pro děti a mládež od českého spisovatele Oty Kramáře, odehrávající se za druhé světové války v Anglii.

## Obsah povídky
Hlavním hrdinou povídky je desetiletý anglický chlapec Danny Haemens, jehož matka zahynula při bombardování Londýna. Protože je jeho otec někde na frontě v Itálii, přestěhoval se do malého městečka na venkov ke své tetě. V blízkosti městečka se nachází vojenské letiště. Danny letce obdivuje, a proto často na letiště dochází a spřátelí se s jednotlivými piloty a navigátory, mezi nimiž je i Čech Pepík Řeřábek, kterému všichni říkají Phejpig
Danny si přeje stát se brzy letcem. A protože se chce dostat „vysoko jako oni“, ukryje se na palubě jednoho průzkumného letounu a je objeven až někde nad Francií. Nad kanálem La Manche je letadlo napadeno německými Stukami, a tak v boji poškozeno, že jej všichni musí s pomocí padáků opustit, přičemž Phejpig vyskočí s Dannym v náručí. V záchranném člunu všichni stráví několik nepříjemných hodin, než jsou objeveni a zachráněni. Všichni si myslí, že to byla pro Dannyho tak špatná zkušenost, že již nebude chtít létat, ale Dannyho to v jeho přání nezviklá.

## Přehled vydání
- Vysoko jako oni, Pamir, Praha 1947.
- Vysoko jako oni, v edici Statečná srdce, Růže, České Budějovice 1970, ilustroval Bohumil Konečný.